# Pablo González Fuertes
Pablo González Fuertes (Gijón, Asturias, 8 de junio de 1980) es un ex-árbitro de fútbol español de la Segunda División de España. Pertenece al Comité de Árbitros de Asturias.

## Trayectoria
Tras cinco temporadas en Segunda División, donde dirigió 109 partidos, consigue el ascenso a la Primera División de España junto al colegiado castellano-manchego Javier Alberola Rojas y al colegiado catalán David Medié Jiménez.
Debutó el 27 de agosto de 2017 en Primera División en un Real Club Deportivo Espanyol contra el Club Deportivo Leganés (0-1).
Se retiró el 25 de mayo de 2025 en el partido Athletic de Bilbao contra FC Barcelona.

## Temporadas
| Categoría            | País   | Año       | Partidos |
| -------------------- | ------ | --------- | -------- |
| Segunda División "B" | España | 2004-2012 | 113      |
| Segunda División     | España | 2012-2017 | 109      |
| Primera División     | España | 2017-2025 | 38       |

## Premios
- Trofeo Vicente Acebedo (1): 2017